# У Москві на Трубній площі (оповідання)
«У Москві на Трубній площі» (рос. В Москве на Трубной площади) — оповідання А. П. Чехова, вперше опубліковане у 1883 році.

## Історія публікації й критика
Оповідання А. П. Чехова «В Москві на Трубній площі» написане в 1883 році, вперше опублікована в цьому ж році в журналі «Будильник», 1883, № 43 в розділі «Калейдоскоп „Будильника“» (заголовок: «У Москві на Трубі») з підписом А. Чехонте. Оповідання також увійшло у видаване А. Ф. Марксом зібрання творів письменника.
В оповіданні відображені московські враження Чехова, який жив у місті на Драчевці (нині Трубна вул.), недалеко від описаного ним ринку. Чехов писав: «Оповідання має чисто московський інтерес. Написав його, тому що давним-давно не писав того, що називається легенькою сценкою».
В «Одеському листку» рецензент Ів. П. так писав про чеховські оповідання нарисового типу: «життя — ось найбільш точне і найбільш підходяще визначення, яким можна було б об'єднати всі ці невеликі анекдоти, картинки, іноді позбавлені навіть сюжету (наприклад, „В Москві на Трубній площі“), мабуть, безпретензійні, але, завдяки разючій спостережливості й таланту автора, повні глибокого змісту».
В. А. Гольцев у статті «Діти і природа в оповіданнях А. П. Чехова» побачив «живий, яскравий і зворушливий опис ринку на Трубній площі».

## Сюжет

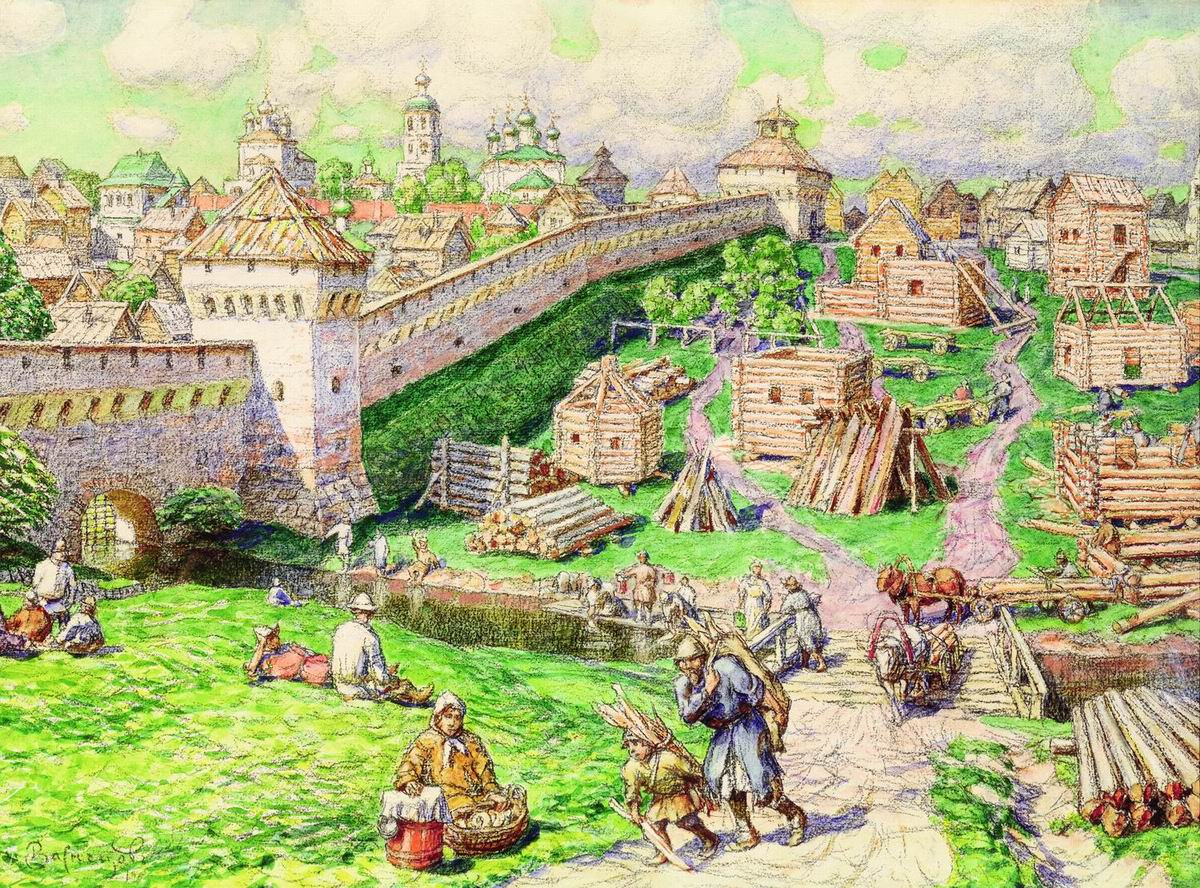
Луб'яний торг на Трубі. Рис. Аполлінарія Васнецова

В оповіданні описується Трубна площа, розташована в Москві поблизу Різдвяного монастиря. На площі в недільні дні працював ринок. На ньому продавали раків, рибу, живих птахів, одяг.
Чехов А. зі знанням справи описує процес торгівлі, продавців. Деякі продавці не знали ціну товару, вони запитували «скільки бог на душу покладе — або рубль, або три копійки, дивлячись по покупцеві».
Цікавіше за все на ринку був рибний відділ. У ньому десять мужиків сиділи в ряд. Перед кожним з них стояло відро, у відрах в зеленуватою, каламутній воді плавали карасі, в'юнки, молюски, жаби, тритони. Річкові жуки шастали по поверхні води, перескакуючи через жаб.
В цілому Трубна площа являла собою невеликий шматочок Москви, де любили й мучили тварин. Площа жила і шуміла своїм маленьким життям. Ділові та богомільні люди, що проходили повз по бульвару, не могли зрозуміти, навіщо збиралася юрба людей, про що тут говорили і чим торгували.